# Nino Pekarić
Nino Pekarić (in serbo Нино Пекарић?; Novi Sad, 16 agosto 1982) è un ex calciatore serbo, di ruolo difensore.

## Carriera

### Club
Ha giocato nella massima serie dei campionati serbo, rumeno e cipriota.